# Club Cerro Porteño (baloncesto)
El Club Cerro Porteño tiene equipos de baloncesto tanto en la rama masculina como en la femenina. La sección femenina es la más destacada del club, habiendo conseguido seis campeonatos de forma consecutiva entre 1962 y 1967. Por su parte, el equipo masculino obtuvo su primer título en 1962, pero se retiró de la primera división durante la década de 1990. En 2003, el club volvió a competir en el campeonato de ascenso, lo ganó, y posteriormente se alzó con la Copa Estadio Comuneros en 2010 y 2011. En 2012, el equipo se consagró campeón de la Primera División y en 2014 se adjudicó el Torneo Metropolitano.

## Historia

### Rama femenina
La sección femenina de baloncesto es la de más éxitos en el baloncesto del club. 
Su primer campeonato lo logró en 1962, a lo que seguirían otros cinco torneos seguidos más, hasta completar el hexacampeonato en 1967.

### Rama masculina
Cerro Porteño también logró su primer campeonato en la rama masculina en el año 1962, coincidiendo con su cincuentenario de fundación; solo dos años antes había conseguido su ascenso a la principal categoría.
Estuvo por mucho tiempo participando en la primera división, hasta que en los años de 1990 se retiró. En el 2003 solicitó su reingresó, por lo que disputó el campeonato de ascenso (Segunda División), y aunque salió campeón en su primera incursión, en esa temporada no estaba previsto el ascenso de clubes.
En 2009, nuevamente se coronó campeón de Ascenso, por lo que se le permitió al siguiente año participar en la Copa Estadio Comuneros, en su tercera edición. Se coronó bicampeón de la misma, ganando en el 2010 y 2011.
Para el año siguiente y tras la conformación de un poderoso equipo, se logró el campeonato de la Primera División al consagrarse en el Top Profesional del Paraguay y en la Liga Nacional, con lo cual se sumaron tres títulos.
En el 2014, Cerro gana el Torneo Metropolitano ante Félix Pérez Cardozo por 3-0.

### Palmarés

#### Nacionales: masculino
- Campeonatos nacionales (2): 1962 y 2012.
  - Top Profesional (1): 2012.
  - Liga Nacional de Clubes (1): 2012.
  - Metropolitano (1): 2014
  - Copa Estadio Comuneros (2): 2010, 2011.

#### Nacionales: femenino
- Campeonatos nacionales (6): 1962, 1963, 1964, 1965, 1966, 1967.